# Delcy Rodríguez
Delcy Eloína Rodríguez Gómez (Caracas, 18 maggio 1969) è una politica e avvocato venezuelana, vicepresidente del Venezuela dal 14 giugno 2018 e presidente dell'Assemblea nazionale costituente dal 4 agosto 2017 al 14 giugno 2018.

## Carriera politica
Forte sostenitrice dell'operato di Nicolàs Maduro, dopo aver presieduto per quasi un anno l'Assemblea nazionale costituente, è stata nominata da quest'ultimo vicepresidente del Venezuela.
In seguito alla crisi presidenziale scoppiata nel paese nel 2019 la sua posizione è in bilico tanto quanto quella del presidente Maduro.

### Sanzioni
Diversi Stati hanno sanzionato la Rodríguez per il suo ruolo all'interno dell'amministrazione Maduro, tra questi ci sono: Canada, Svizzera e Stati Uniti.
L'Unione europea le ha inoltre imposto un divieto di viaggio congelandone i beni all'interno degli Stati membri.
Incidente
Il 2 luglio 2024 è rimasta ferita mentre coordinava le operazioni di salvataggio dopo i danni causati dall'Uragano Beryl nello stato nord-orientale del Venezuela di Sucre, nei pressi del fiume Manzanares.